# VR-Bank Chattengau
Die VR-Bank Chattengau eG war eine regional tätige Genossenschaftsbank. Sie hatte ihren Sitz in Gudensberg im Norden des Schwalm-Eder-Kreises in Hessen. 

## Geschäftsgebiet
Zum Geschäftsgebiet der Bank gehörten die Städte und Gemeinden Gudensberg, Wabern, Guxhagen, Edermünde, Niedenstein und Fuldabrück. Die Bank verfügte über insgesamt neun Geschäftsstellen sowie eine SB-Geschäftsstelle.

## Geschichte
2017 fusionierten die VR-Bank Chattengau eG und die VR-Bank Schwalm-Eder Volksbank Raiffeisenbank eG zur heutigen VR PartnerBank Chattengau-Schwalm-Eder. 
Die VR-Bank Chattengau eG entstand im Jahr 2000 aus der Volksbank + Raiffeisenbank Gudensberg eG, der Raiffeisenbank Wabern eG und der Raiffeisenbank Chattengau eG. Im Jahr 2001 folgte noch die Fusion mit der Raiffeisenbank Guxhagen eG. Die Ursprünge der Bank gehen bis ins Jahr 1881 zurück.
Der Name der Bank leitete sich aus der Geschichte der Region ab. Die Orte des Geschäftsgebiets befanden sich Kerngebiet der Chatten. Daher trägt die Region auch heute noch den Namen Chattengau.
Die Bank feierte 2013 ihr 150-jähriges Jubiläum.

## Stiftung
Im Jahr 2007 wurde die Heimatstiftung der VR-Bank Chattengau eG gegründet. Ziel der Stiftung ist die Förderung der Region, insbesondere der Vereine und Verbände. Die Förderung aus der Heimatstiftung erfolgt projektbezogen auf Antrag der Vereine und Verbände. Der Stiftungsvorstand und der Stiftungsrat entscheiden über die Mittelverwendung.

## Rechtsgrundlage
Die VR Bank Chattengau eG war eine Genossenschaftsbank. Rechtsgrundlagen war das Genossenschaftsgesetz und die durch die Generalversammlung erlassene Satzung. Organe der Bank waren der Vorstand, der Aufsichtsrat und die Generalversammlung. Die Bank war der Sicherungseinrichtung des Bundesverbandes der Deutschen Volksbanken und Raiffeisenbanken e.V. angeschlossen, die aus dem Garantiefonds und dem Garantieverbund besteht.